# Camino de Cruces

Rutas comerciales coloniales en el istmo de Panamá:
▬▬▬ Camino Real de Portobelo (de Panamá a Portobelo)
▬▬▬ Camino Real de Nombre de Dios (ruta a Nombre de Dios)
▬▬▬ Camino Real de Cruces (recorrido por el río Chagres)
▬▬▬ Camino Real de Cruces (recorrido a pie)

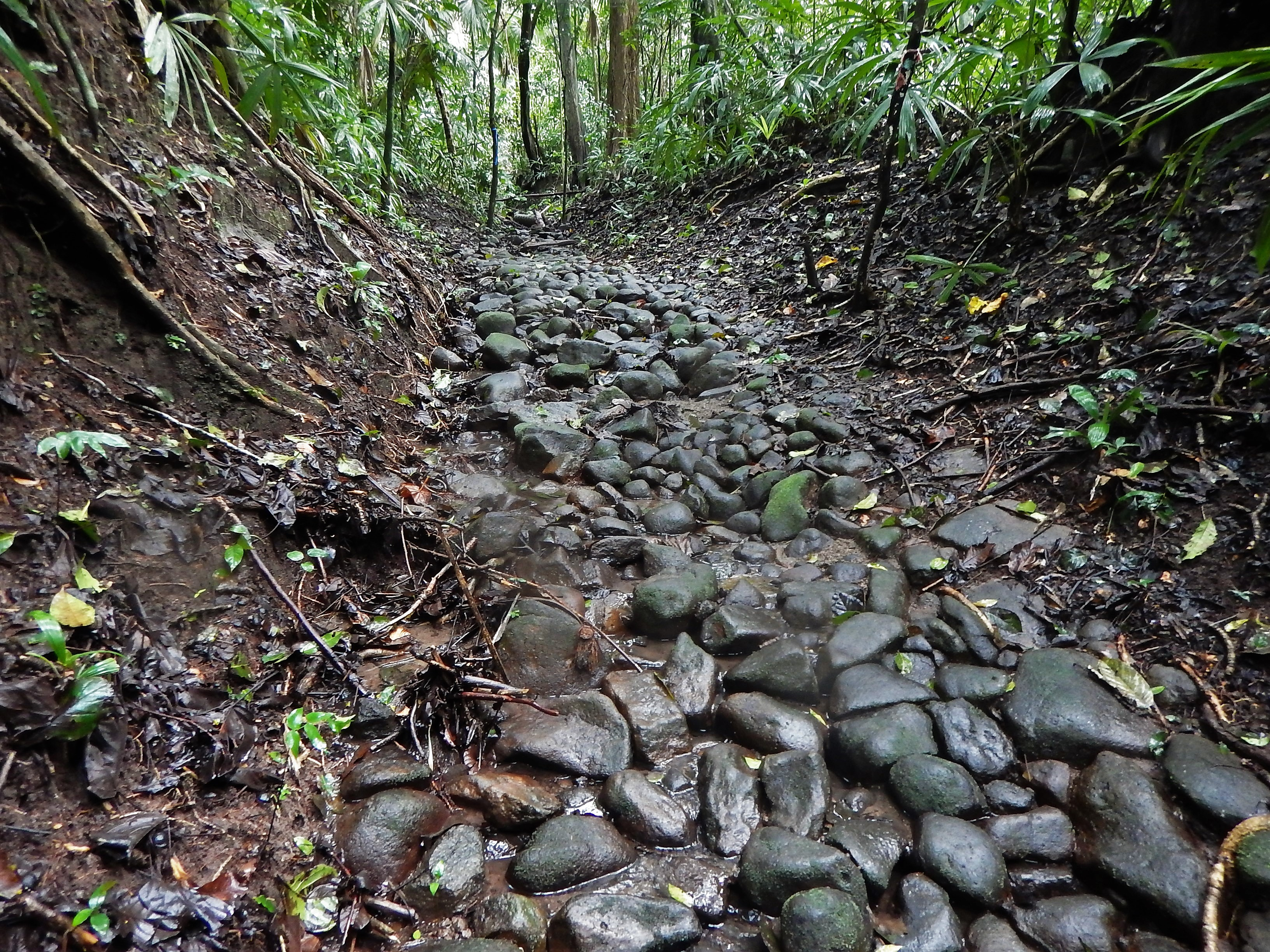
Restos de empedrado en el Camino Real de Cruces. Panamá

El Camino Real de Cruces (también conocido como Camino de Cruces) fue una de las rutas históricas del istmo de Panamá que conectaron el Mar Caribe con el Océano Pacífico durante la época colonial. 

## Historia
Construida alrededor de 1530, se convirtió junto con el Camino Real de Portobelo y el más reciente Camino de Gorgona, en las únicas vías para atravesar el istmo de océano a océano, previo a la construcción del ferrocarril transístmico.
La ruta del Camino Real de Cruces era multimodal, partiendo de la ciudad de Panamá se iba por tierra, a pie o en mulas, hasta la localidad de Venta de Cruces, a orillas del río Chagres. El trayecto era de seis leguas (aproximadamente seis horas de recorrido a pie). Desde el poblado de Cruces, los pasajeros y mercancías seguían después su recorrido en bote, siguiendo el curso del río Chagres, hasta su desembocadura en el Fuerte de San Lorenzo, en Chagres, y después, por vía marítima hasta Portobelo. Se convirtió en una ruta alternativa de respaldo al tráfico que tenía el Camino Real de Portobelo.
El camino era de piedras, con un ancho de ocho pies (el doble de ancho del Camino Real de Portobelo, que casi no tenía empedrado) y con piedras maestras más grandes en los bordes.
Tras el saqueo y destrucción de Panamá la Vieja, en 1671, a manos de piratas ingleses, y la posterior reconstrucción de la ciudad en San Felipe (actual Casco Antiguo), el eje de los caminos reales cambió también, en dirección al nuevo emplazamiento, y en el caso del Camino Real de Cruces, se mantuvo la vieja ruta hasta el antiguo poblado de Limarrete (situado entre la actual Avenida Madden y el rio Caimitillo) y desde allí se trazó y construyó un nuevo itinerario en dirección a San Felipe. [cita requerida]
Este nuevo segmento del Camino Real de Cruces es el más conocido, por ser el que se utilizó hasta el siglo XIX, pero semi oculto en la selva, se encuentran también una buena parte de los restos del primitivo camino, que conducía de Limarrete a Panamá la Vieja.[cita requerida]
Con los constantes ataques de piratas y la posterior destrucción de Portobelo en 1739, el uso de los caminos transístmicos en Panamá entró en una fase de decadencia, y con la construcción del Ferrocarril de Panamá en 1855, el Camino Real de Cruces quedó semi abandonado.
Con el paso del tiempo, tanto la vegetación de la selva, como el desarrollo urbano y la especulación inmobiliaria (en las zonas cercanas a la Ciudad de Panamá) han hecho desaparecer parte del primitivo empedrado del Camino, por lo que en la actualidad sólo es posible ver segmentos de  dicho empedrado en zonas de interior del parque nacional Camino de Cruces y del Parque nacional Soberanía, así como en el barrio de Clayton y sus alrededores, todos ellos con rehabilitaciones más o menos recientes.
Hoy en día, el tramo de ruta terrestre, entre Venta de Cruces y el Casco Antiguo de Panamá (aproximadamente 36 kilómetros), es una de las más relevantes rutas de senderismo de Panamá, que permite recorrer a través de un medio predominantemente selvático, y a escasa distancia de la capital, el mismo itinerario que durante siglos siguieron miles de caminantes. Esta ruta está bien identificada y parcialmente señalizada con balizas de color naranja; y se puede recorrer a pie, en dos o tres etapas:[cita requerida]
- Etapa 1 - Desde Venta de Cruces hasta la intersección con la Avenida Madden (10,82 km.)
- Etapa 2 - Desde la intersección con la Avenida Madden hasta la intersección con la Vía Centenario (10,67 km.) 
- Etapa 3 - Desde la intersección con la Vía Centenario hasta la Puerta de Tierra (actual Casa de la Municipalidad), en el Casco Viejo de la Ciudad de Panamá (14 km.). (Este tramo es principalmente urbano, con algunos obligados rodeos a través de urbanizaciones cerradas, y atraviesa actualmente un sector en obras, por la construcción de la Ciudad de la Salud).